# Kalhat
Kalhat (arab. ‏قلهات‎) – dawne miasto położone we wschodnim Omanie, nad Zatoką Omańską, wpisane na listę światowego dziedzictwa UNESCO 29 czerwca 2018 roku podczas odbywającej się w Manamie 42. sesji Komitetu Światowego Dziedzictwa.

## Charakterystyka
Dawne miasto Kalhat znajduje się we wschodnim Omanie, w Prowincji Południowo-Wschodniej, w wilajecie Sur. Obejmuje pozostałości miasta wraz z rozciągającymi się na powierzchni 35 ha wewnętrznymi i zewnętrznymi murami obronnymi oraz położoną za nimi nekropolią. Zajmuje skalisty płaskowyż o kształcie wydłużonego trójkąta rozciągającego się na długość ok. 1600 m wzdłuż wybrzeża Zatoki Omańskiej, od północnego zachodu ogranicza go stroma krawędź Wadi Hilm, a od południowego zachodu – zbocza masywu Al-Hadżar asz-Szarki. Całkowita powierzchnia dobra wpisanego na listę światowego dziedzictwa wynosi 75,82 ha, a otaczającej je strefy buforowej – 170,09 ha.

## Historia

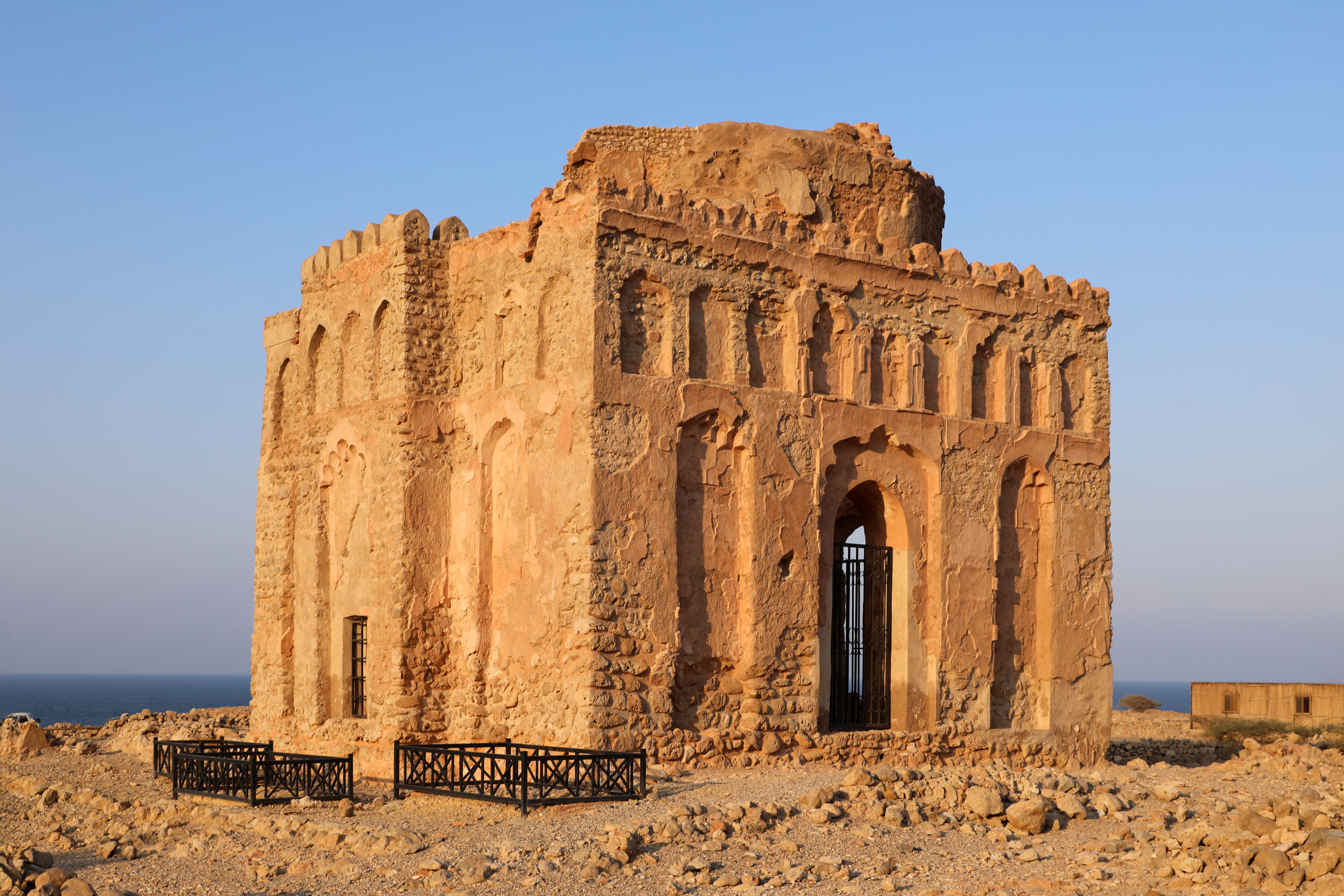
Mauzoleum Bibi Marjam w 2022 roku

Dokładna data ani nawet wiek wybudowania miasta Kalhat nie są znane. Wiadomo jednak, że w okresie od XI do XV wieku n.e. stanowiło jeden z najważniejszych ośrodków handlowych nad Morzem Arabskim. Wchodziło wówczas w skład Królestwa Ormuzu, a nawet było uznawane za jego nieformalną, „drugą” stolicę (faktyczną stolicą królestwa było miasto Ormuz położone na wyspie o tej samej nazwie w cieśninie Ormuz). Przez port w Kalhacie prowadziły szlaki morskie łączące Półwysep Arabski z Indiami i Afryką Wschodnią oraz Chinami i Azją Południowo-Wschodnią. Eksportowano stąd słynne konie arabskie oraz handlowano takimi towarami jak daktyle, kadzidła, perły i sól oraz ubrania, wyroby metalowe, ryż i przyprawy. Miasto w tym okresie opisywali europejscy i arabscy podróżnicy, m.in. Marco Polo czy Muhammad Ibn Battuta, który odwiedził Kalhat w latach 1328–1330.
Na początku XVI wieku miasto zostało poważnie zniszczone przez trzęsienie ziemi, a w 1508 roku dodatkowo zaatakowane i splądrowane przez Portugalczyków pod wodzą żeglarza Afonso de Albuquerque, chcących przejąć lukratywny handel różnymi towarami między Indiami a Imperium Osmańskim.
Wkrótce po ataku miasto zostało opuszczone przez jego mieszkańców i od tego czasu jego forma oraz struktura architektoniczna i urbanistyczna pozostają autentyczne, prawie nienaruszone. Zwiększa to wartość badań archeologicznych w tym obszarze i pozwala poznać życie średniowiecznego arabskiego miasta portowego. Czytelne do dziś są układ ulic i placów, ruiny domów (w wyniku badań georadarowych wykazano istnienie ponad 2800 domów zorganizowanych w kwatery) oraz pozostałości budynków takich jak meczet piątkowy przy bramie do miasta oraz mniejsze meczety, łaźnia turecka (hammam), kryta kamiennym łukiem cysterna czy bardzo dobrze zachowane mauzoleum Bibi Marjam – wzniesione na planie kwadratu w XIV wieku, inspirowane świątyniami zbudowanymi w Iranie i Azji Środkowej w epoce Samanidów (np. Mauzoleum w Bucharze), pierwotnie kryte kopułą, która z czasem uległa zawaleniu.

## Galeria

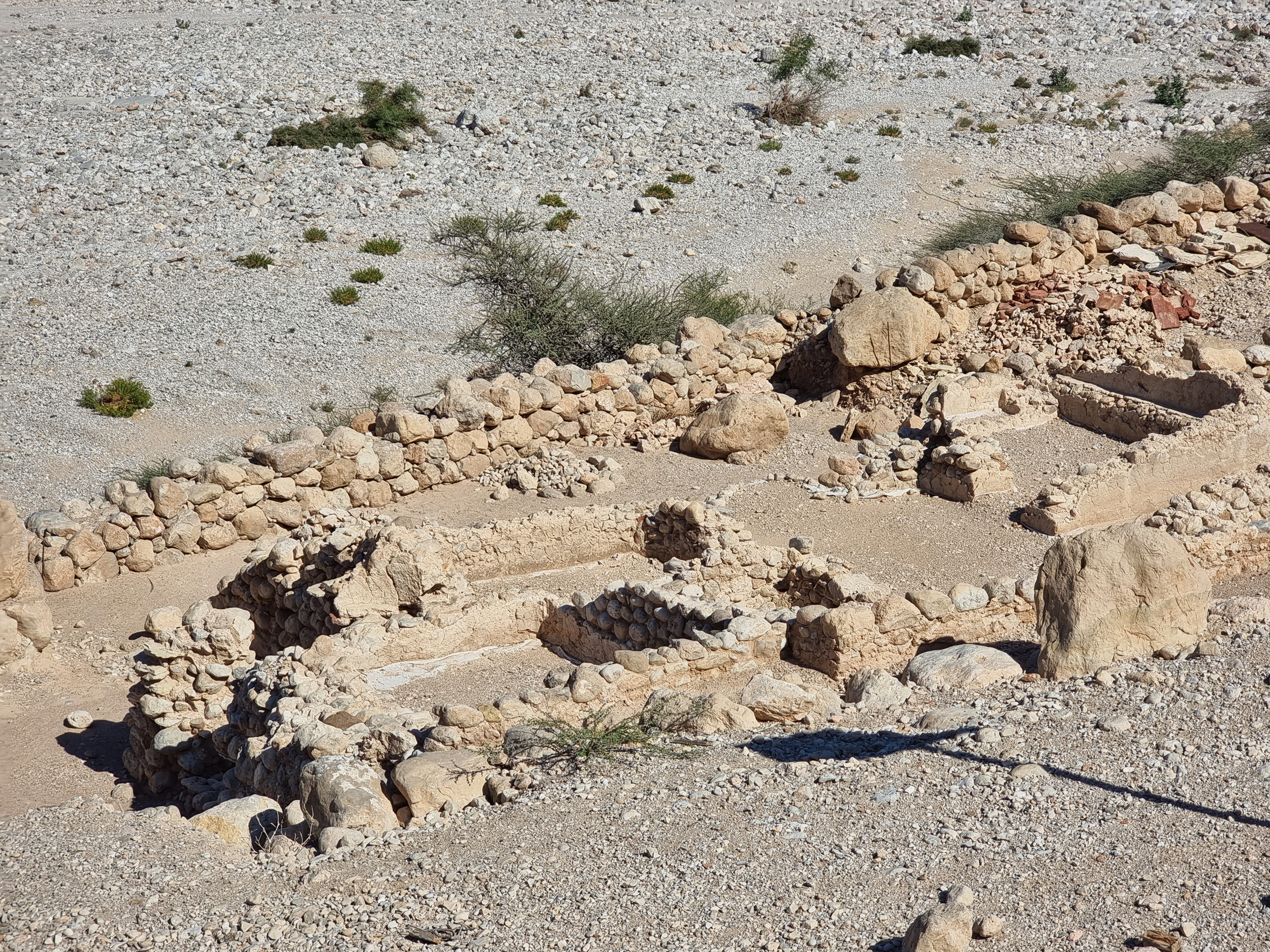
Część ruin miasta Kalhat widziana z góry (2022)
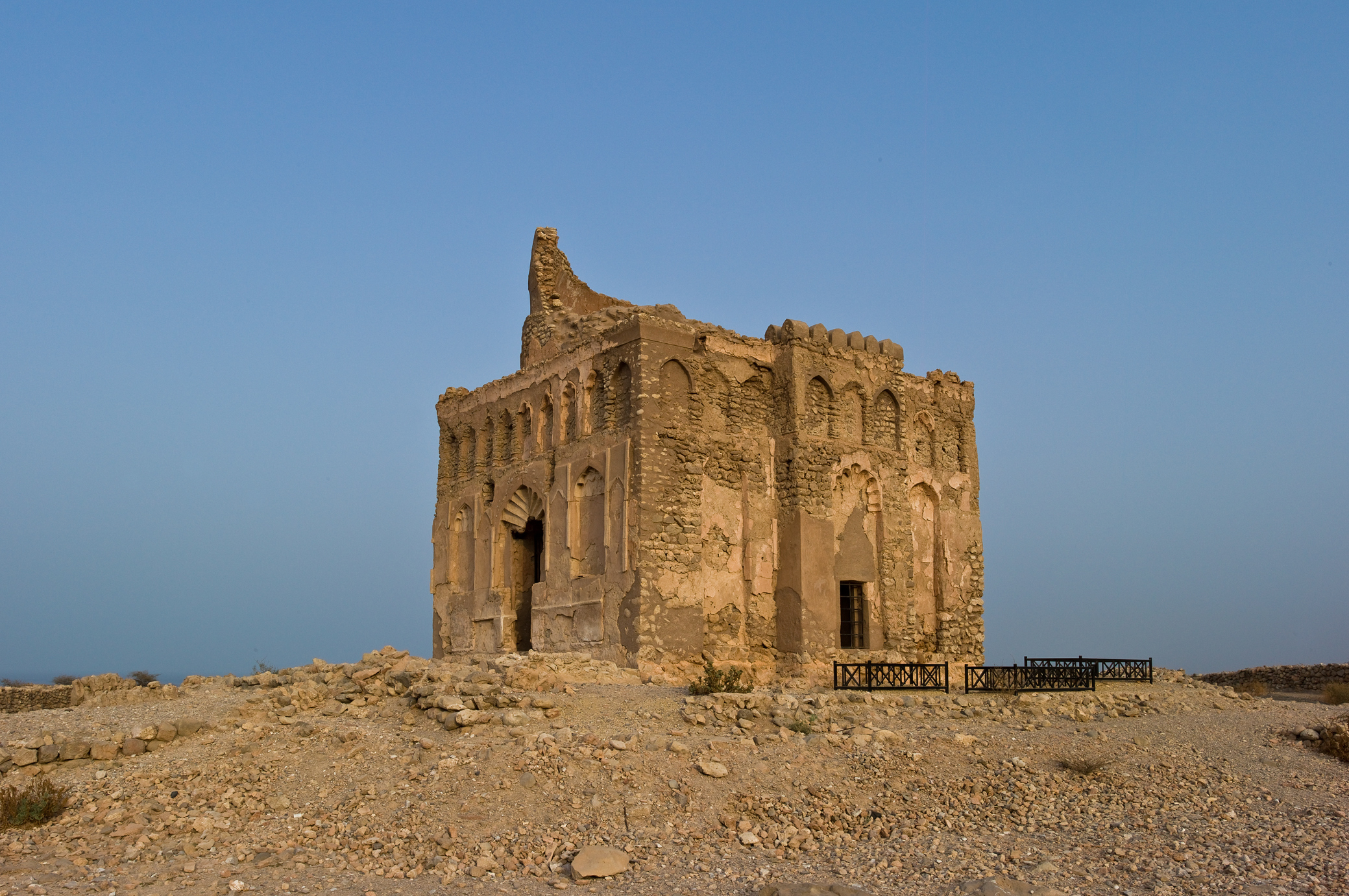
Mauzoleum Bibi Marjam (2011)
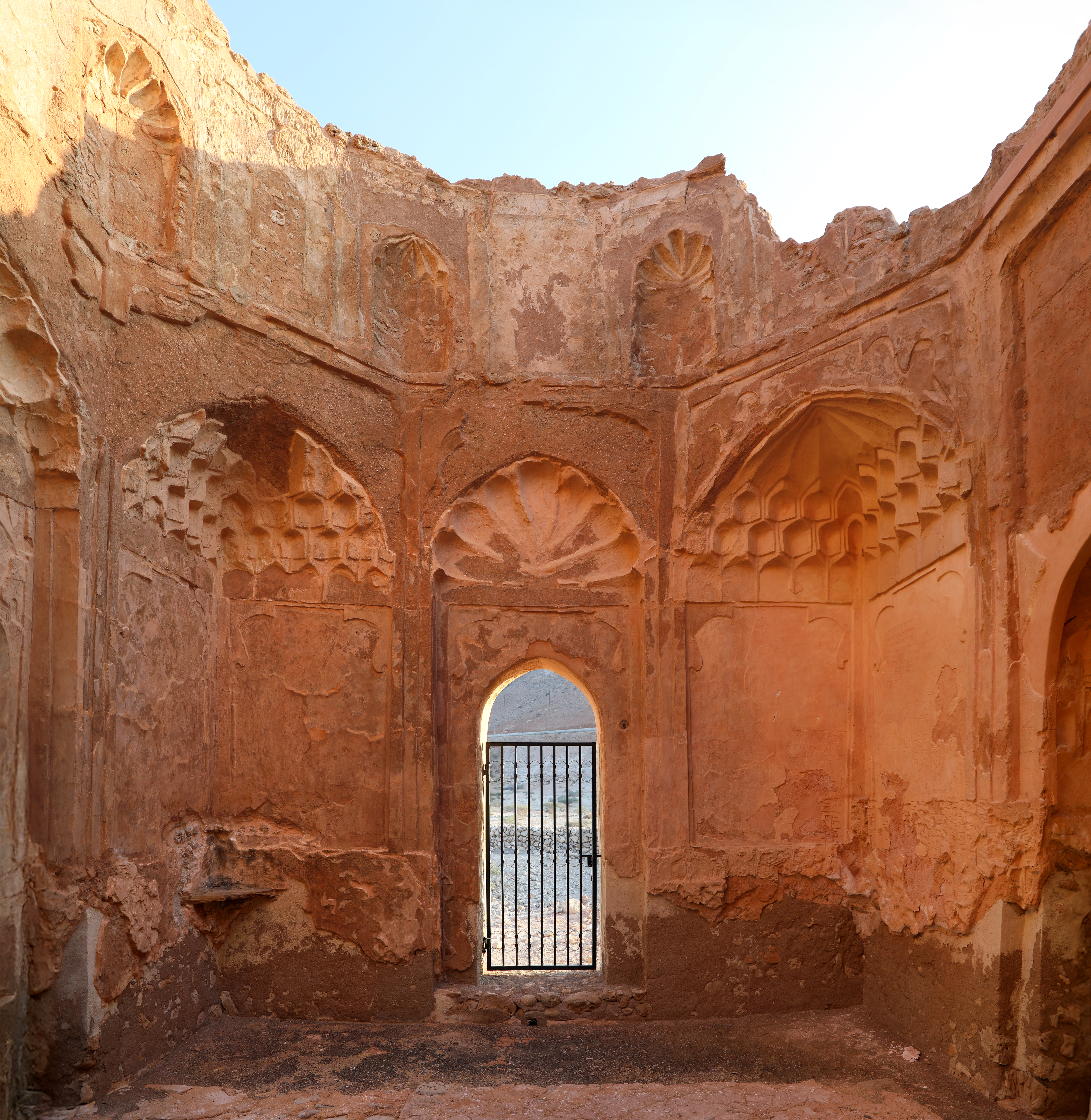
Wnętrze mauzoleum (2022)
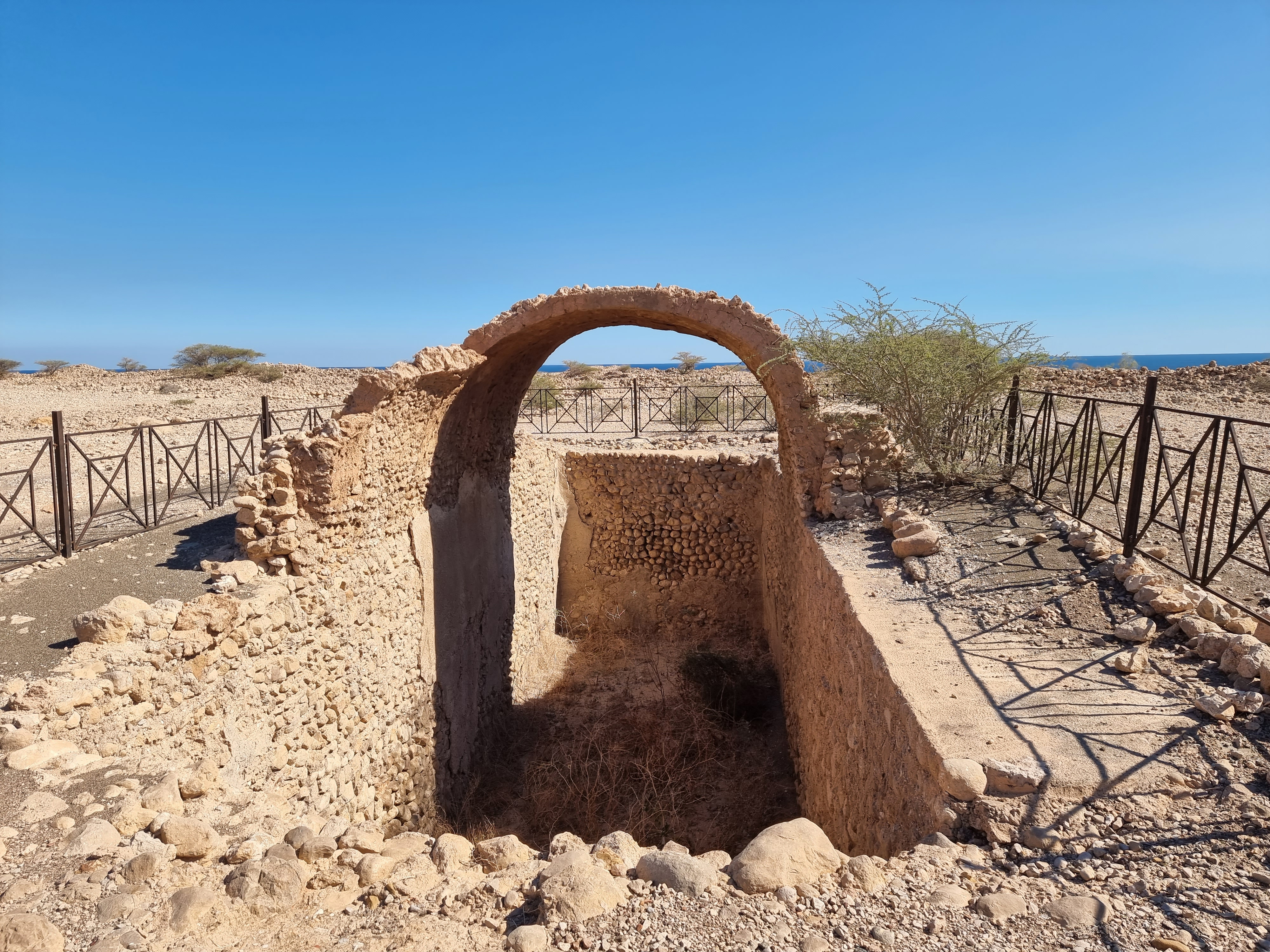
Pozostałości cysterny (2022)
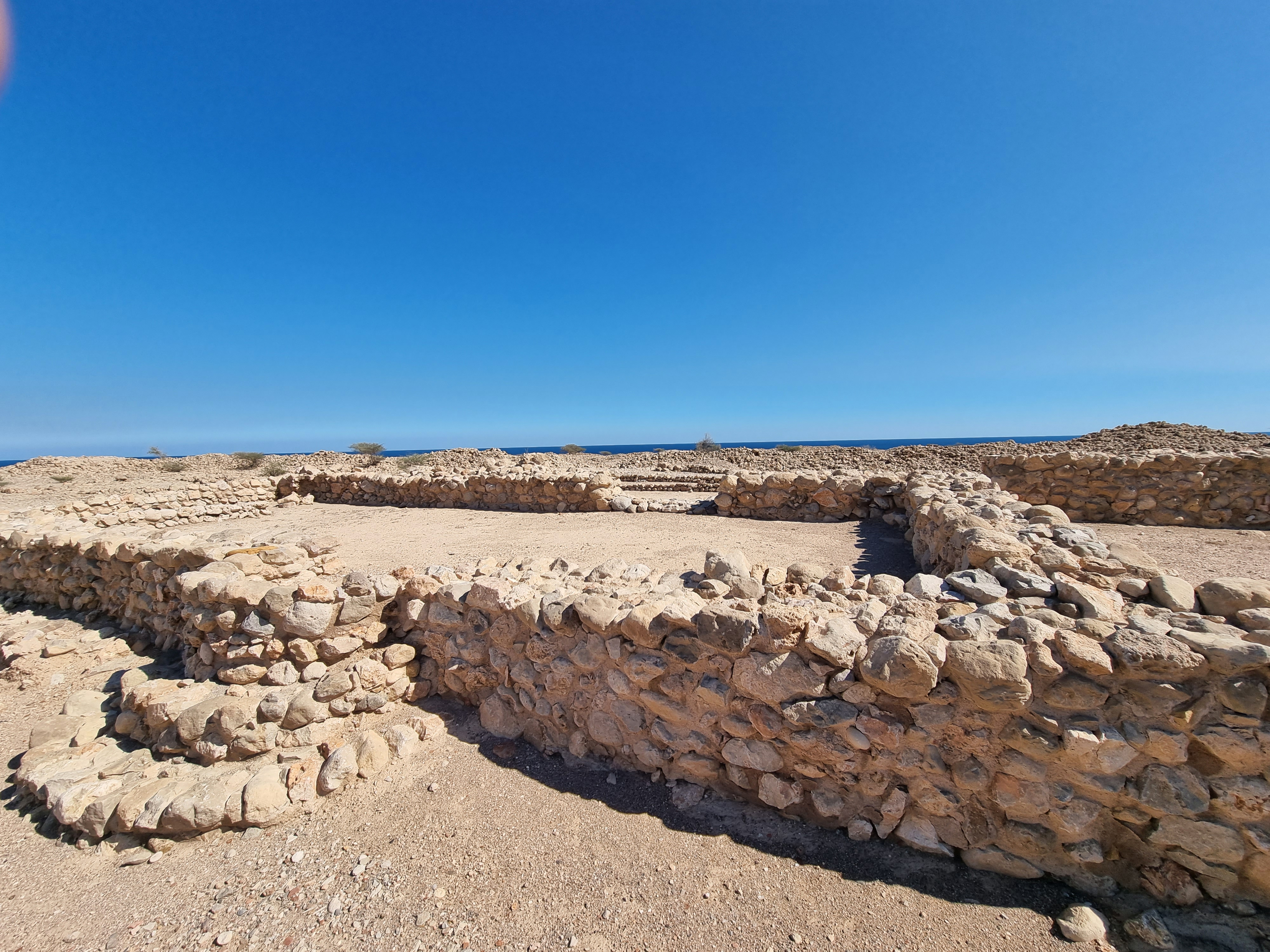
Część ruin miasta Kalhat (2022)
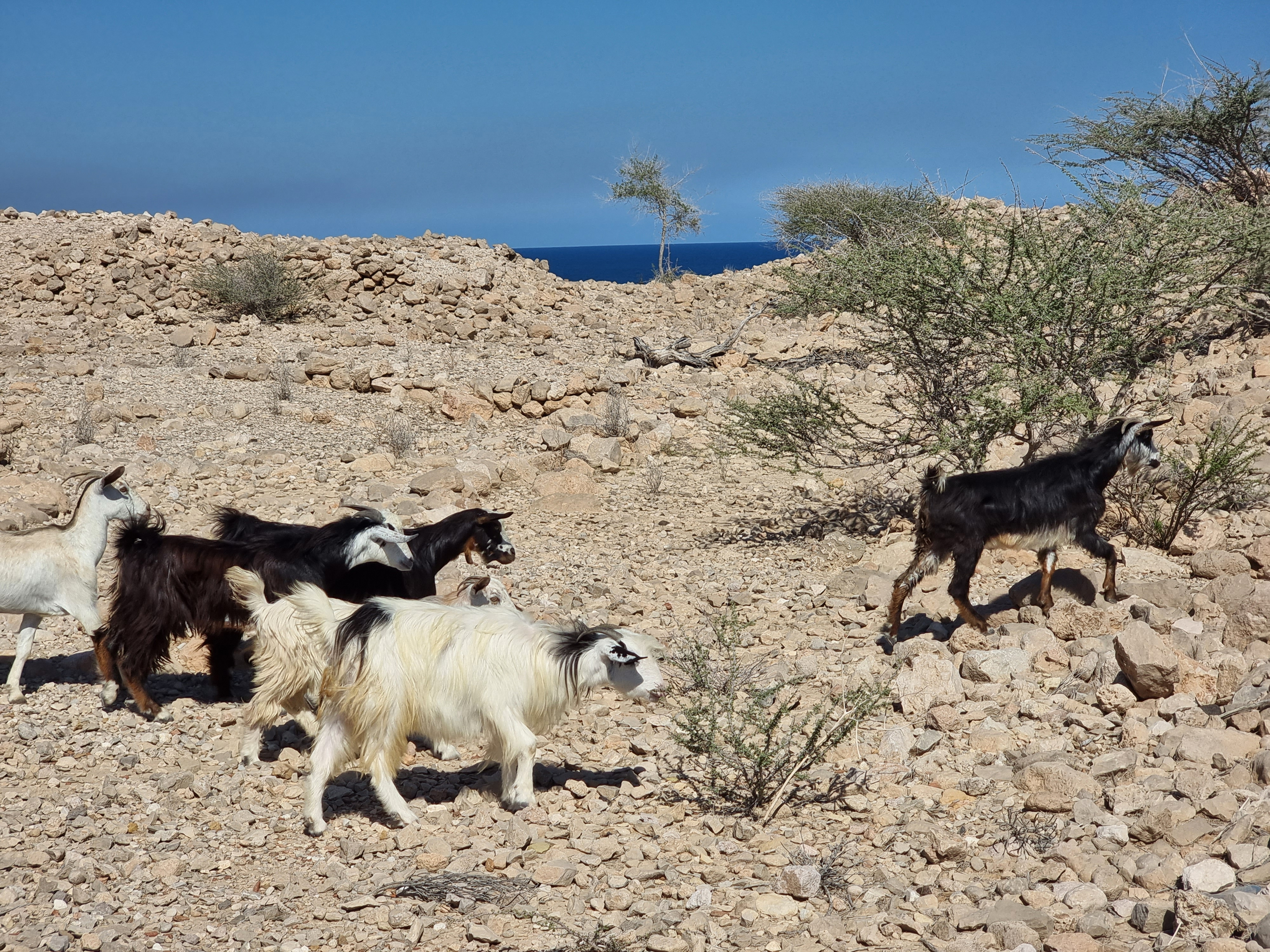
Wędrujące wśród ruin kozy (2022)